# Elektriska prövningsanstalten
Elektriska prövningsanstalten (ELPA) var en konsulterande ingenjörsbyrå som grundades 1892 av Axel Estelle och kom att ha stor betydelse för byggandet av elektricitetsverk i svenska städer. Företaget bedrev även provnings- och kontrollverksamhet. 

## Historik
Elektriska prövningsanstalten tillkom efter att Svenska brandtarifföreningen ansett sig vara i behov av sakkunnig hjälp utanför de elektriska leverantörernas och elverkens krets. Man vände sig då till Axel Estelle och den 5 maj 1892 ingick han ett avtal med tariff-föreningen om effektivt stöd för inrättandet av en elektrisk kontrollbyrå i Stockholm, för vilket ett fullt modernt laboratorium inrättades på Brunkebergstorg 14.  Redan från den 1 juli 1892 hade Estelle förordnande att tillsammans med överingenjör Nils Rahm vara Överståthållarämbetets inspektör över elektriska ledningar utanför kraftverken och från och med 1893 var han Medicinalstyrelsens rådgivare i elektrotekniska frågor. Det var dock endast i början, som man huvudsakligen ägnade sig åt inspektion av elektriska anläggningar. Efterhand utökades verksamheten med bland annat granskning av anbud, uppgörande av program för tävlan om entreprenader, kontroll och avprovning av färdiga anläggningar.
Vid denna tidpunkt uppstod även ett stort intresse för vattenkraften och dess betydelse för industrin och järnhanteringen, vilket också blev ett område för Estelle. När han 1901 avgick som föreståndare hade anstalten anlitats av en hel rad statliga och kommunala myndigheter och ett trettiotal elverk och kraftöverföringar kommit till stånd, för vilkas planering och tillkomst anstalten i större eller mindre utsträckning tagits i anspråk. 
Estelle efterträddes av Torsten Holmgren och Carl Rossander. Under firmanamnet Elektriska prövningsanstalten, Holmgren & Rossander, startade de år 1901 sin verksamhet och inrättade även en särskild avdelning för belysningsinstallationer. Vid denna tidpunkt började eldistributionen på allvar ta fart i landet, och Prövningsanstaltens fick bland annat ägna sig åt de många elverk och kraftöverföringsanläggningar, som då byggdes. Samtidigt elektrifierades industrierna såväl under användning av egna kraftverk som i anslutning till elverken.
Redan 1903 inträdde även Axel Enström i Prövningsanstalten, som nu var i snabb tillväxt och en rad ingenjörer passerade anstalten, ofta som inledning till större uppgifter inom de olika kraftföretag, som startades dessa år. Då Trollhätte kraftverk skulle startas av svenska staten, blev det Holmgren som erhöll uppdraget att leda denna elektrifiering.  Man medverkade även Svenska konsulterade ingenjörers förening och Svenska Elverksföreningen och deltog i den tekniskt industriella skiljedomsverksamheten.
Under en period ägnade man sig även åt reservångcentraler vid de större kraftanläggningarna, vilket inleddes av undersökningar utförda av både Enström och Rossander, varvid den senares välbekanta symboliska metod fick vidsträckt användning. Då denna fråga växte alltmer i betydelse, upprättade Prövningsanstalten en självständig mekanisk avdelning, kallad Mekaniska prövningsanstalten, under ledning av Johannes Ruths, vars bärande idéer på ångackumuleringens område under denna tid fick sin utformning. Ruths lämnade emellertid redan 1913 denna verksamhet, och hans arbeten övertogs av civilingenjörerna Holger A. Lundberg och Frithiof Holmgren (1884–1965), som ingick som delägare i Prövningsanstalten. Sedermera avskildes dock Mekaniska prövningsanstalten helt från moderföretaget.
I samband med arbetena rörande ångkraftverk behandlades även frågan om kombinerad kraft- och värmealstring i mottrycksanläggningar, något som redan Estelle varit inne på och hållit föredrag om på 1890-talet. Bland annat verkställde Enström en utredning angående en kombinerad gas-, kraft- och värmeanläggning i Norrköping, som i viss mån blev förebild även för utlandet. Vidare gjorde Enström på Vattenbyggnadsbyråns uppdrag undersökningar om utbyggande av kraftstationer i Vuoksen och ett större lyftverk för fartyg i östra Tyskland.
En annan viktig uppgift gällde samarbete mellan de olika kraftföretagen, att sammanföra smärre kraftenheter i större komplex och att anordna en rationell samkörning mellan olika kraftintressenter. Sedan Torsten Holmgren, efter Trollhätte kraftverks fullbordande återbördats till Prövningsanstalten, tog han som sin första större uppgift att söka rationellt ordna samkörningen av kraftstationerna i Bergslagen i samband med större krafttillskott från Norrland. Detta hans initiativ gav upphov till bildande av Aktiebolaget Bergslagens gemensamma kraftförvaltning, som representerade ett stort steg framåt mot en allmän samkörning av landets kraftstationer. Då denna process fullbordades i hela Sverige av Vattenfallsstyrelsen medförde detta en hel del anslutningar av olika kommunala och enskilda elverk till Vattenfallsstyrelsens kraftnät, vilka utfördes under medverkan av Prövningsanstalten. Detsamma gällde om en rad större industrianläggningar. Efter första världskrigets slut projekterades och utfördes ett kraftverk vid Perak i Bortre Indien under medverkan av Vattenbyggnadsbyrån och Elektriska prövningsanstalten.
Efter Rossanders bortgång 1927 inträdde nya krafter i Prövningsanstaltens ledning, nämligen de tidigare i flera repriser vid anstalten anställda ingenjörerna Erik Lundström och Christian Beck-Friis, vilka vid Torsten Holmgrens frånfälle 1934 helt övertog ledningen och ombildade verksamheten under till ett aktiebolag. Under 1930-talet projekterade Prövningsanstalten de elektriska anläggningarna åt ett stort antal offentliga byggnader, bland annat trettiotal sjukhus och sanatorier.
Prövningsanstaltens verksamhet avsatte även spår i den tekniska litteraturen och i en mängd föredrag i landets olika tekniska föreningar. Av de större arbetena på hithörande område kan nämnas den på Torsten Holmgrens initiativ utgivna Handbok för elektrotekniker i fem delar och Elektroteknisk handbok, redigerad av Lundström och Beck-Friis tillsammans med Julius Körner, i vilka ett flertal av Prövningsanstaltens ingenjörer medverkade som författare. 
År 1972 blev företaget personalägt, för att sedan köpas upp av Scandiaconsult.